# Antoni Serramona i Terrado
Antoni Serramona i Terrado (Alguaire, el Segrià, 23 d'agost de 1941 - Barcelona, 1 de febrer de 2022) fou un sacerdot català membre de l'orde dels felipons.
Va ser ordenat capellà el 23 de maig de 1964. Passà els seus primers anys com a diaca i sacerdot a la Franja de Ponent, concretament a Fraga (Baix Cinca). Va dinamitzar la vida cultural de la ciutat creant el "Club 63". Una agrupació de joves que es reunien per veure pel·lícules, llegir i debatre sobre temes culturals i polítics. Després d'alguna desavinença amb els posicionaments del rector de Fraga va ser traslladat a Perves i Xerallo. Localitats on ell va exercir de rector. També va ser capellà en altres petits pobles del bisbat de Lleida. Al mateix temps col·laborava amb diferents mitjans de comunicació local, com Ràdio Popular i el Diari de Lleida. El 1967 es va desplaçar a Barcelona on ingressà a l'Oratori, casa dels felipons fundada el 1673. Era el darrer felipó que residia a l'Oratori de Sant Felip Neri.
Als anys 80 del segle xx va exercir com a delegat de Pastoral Universitària i després de Joventut a l'arquebisbat de Barcelona. Durant els anys 70 i 80 va promoure diverses iniciatives de renovació pastoral com el Moviment d'Universitaris i Estudiants Cristians (MUEC). Entre altres responsabilitats el 1976 va ser escollit consiliari mundial de la Joventut Estudiant Catòlica (JECI-MIEC) i el 1978 prepòsit de l'Oratori de Barcelona. Durant aquests anys també va tenir responsabilitats de direcció i administració a l'Escola de Sant Felip Neri.